# تمر هندی
تمر هندی (به عربی: تمر هندي، به معنای خرمای هندی) (نام علمی: Tamarindus indica) درختی گرمسیری از تیرهٔ پروانه‌داران و زیرخانوادهٔ ارغوانیان است.
خاستگاه این گیاه مناطق استوایی قارهٔ آفریقا است. میوهٔ این درخت به شکل لوبیایی درشت و قهوه‌ای و ترش‌مزه و سرشار از قند است.
تمر هندی در میان ساکنان ماداگاسکار درختی مقدس و پادشاه درختان تلقی می‌شود.

## خاستگاه
خاستگاه تمر هندی مناطق استوایی قارهٔ آفریقا است و امروزه نیز این گیاه در کشورهای سودان، کامرون، نیجریه و تانزانیا و بلوچستان ایران و هرمزگان به صورت خودرو می‌روید. تمر هندی صدها سال پیش از طریق کشتی به شبه‌جزیرهٔ هند نیز منتقل شد و در آن‌جا پرورش یافت. پس از آن، این گیاه در سراسر مناطق گرمسیری آفریقا و آسیای شرقی، از جمله تایوان و حتی برخی نواحی چین پخش شد.
این گیاه برای نخستین بار در هند، توسط گیاه‌شناسان اروپایی با نام Tamarindus indica توصیف گشت. ریشهٔ این واژه از نام عربی این میوه گرفته شده و به معنای خرمای هندی می‌باشد.

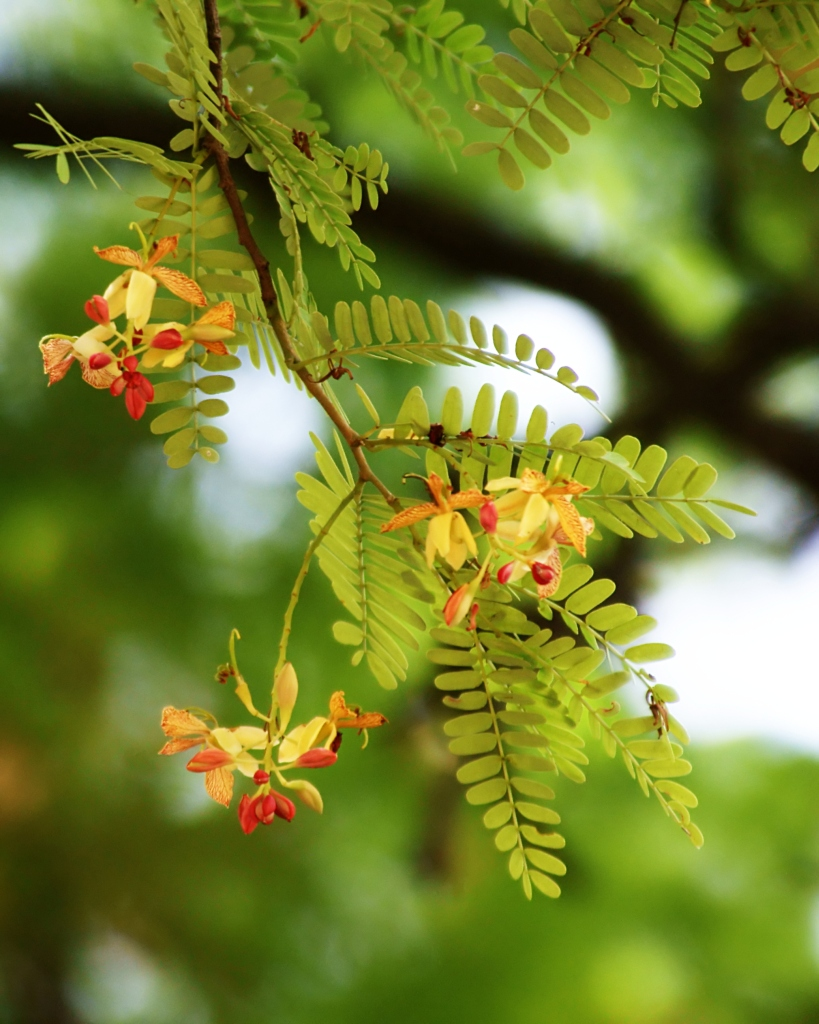
برگ و گل‌های تمر هندی.

در قرن شانزدهم تمر هندی توسط استعمارگران اسپانیایی و پرتغالی به آمریکای لاتین نیز صادر شد و در کشورهایی چون مکزیک، هندوراس و گواتمالا پرورش یافت. امروزه این گیاه بخش مهمی از رژیم غذایی ساکنان این مناطق را تشکیل می‌دهد.

## مشخصات
درخت تمر هندی بین ۱۰ تا ۲۰ متر طول دارد. رشد این گیاه کُند، ولی عمر آن بسیار طولانی است. تمر هندی در خاک‌های رسی، ماسه ای، ابلیزی و اسیدی به خوبی رشد می‌کند. این درخت مخصوص مناطق حاره بوده و به سرما حساس است، اما مقاومت بالایی دربرابر خشکی و باد دارد.
برگ‌های این درخت همیشه‌سبز و به رنگ سبز روشن هستند. برگ‌ها مرکب بوده به صورت فراهم قرار گرفته‌اند.

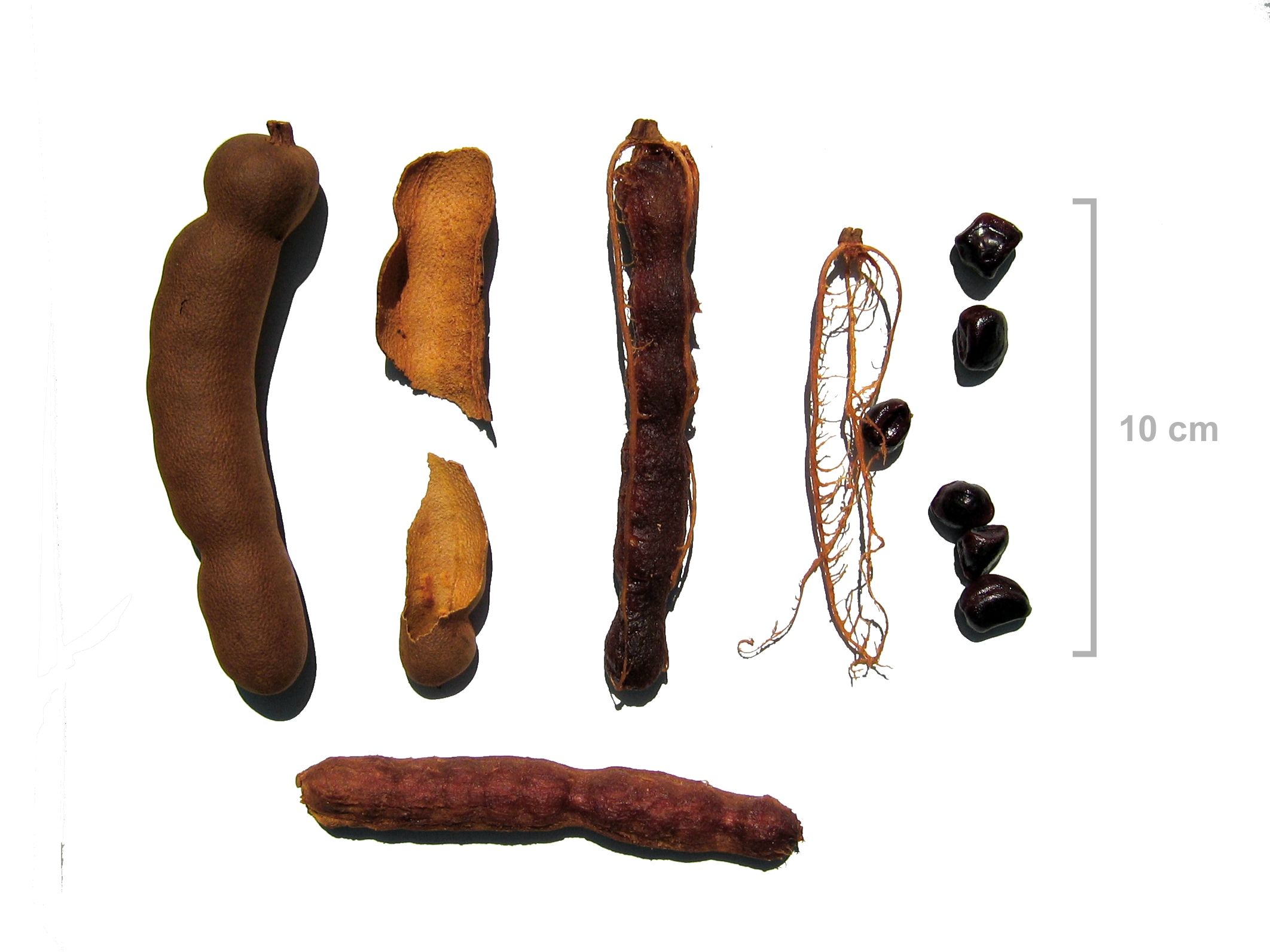
میوه‌های لوبیامانند تمر هندی.

تمر هندی در اواخر ماه اردیبهشت گلهایی دارای ۵ گل‌برگ و زردرنگ با خطوط نارنجی یا قرمز می‌دهد. در ماه مهر این درخت میوه‌هایی به شکل لوبیا می‌دهد. هر میوه دارای بین ۱ تا ۱۲ هسته است که توسط گوشتی ترش‌مزه، خمیرمانند و رشته و فیبردار احاطه شده‌است. میوه‌ها پوستی قهوه‌ای رنگ و سخت دارند و می‌توانند تا ۱۵ سانتی‌متر طول داشته باشند. هر درخت بالغ می‌تواند سالیانه تا ۱۷۵ کیلوگرم میوه دهد.
تمر هندی‌های شبه‌جزیرهٔ هند میوه‌هایی بزرگ‌تر با ۶ تا ۱۲ هسته می‌دهند، در حالی که تمر هندی‌های آفریقایی و مناطق آمریکای جنوبی بین ۱ تا ۶ هسته دارند. این هسته‌ها قهوه‌ای‌رنگ، پهن و صاف هستند و در بعضی از مناطق چون چین و جاوه مورد استفادهٔ کودکان برای بازی‌های چون چکرز چینی قرار می‌گیرد.

## پرورش
با وجود این که سودان و مناطق استوایی آفریقا خاستگاه تمر هندی بوده‌اند، شبه‌جزیرهٔ هند از صدها سال پیش بزرگ‌ترین پرورش‌دهنده و مصرف‌کنندهٔ این میوه بوده‌است. در کشور هند باغ‌های بزرگ تمر هندی سالانه حدود ۲۷۵٬۵۰۰ تن میوه تولید می‌کنند.
تمر هندی همچنین در کشورهایی چون اندونزی، مالزی، جزایر فیلیپین و جزایر اقیانوس آرام پرورش داده می‌شود. تایلند بیش‌ترین تولید تمر هندی انجمن ملل آسیای جنوب شرقی را به خود اختصاص داده‌است.
تمر هندی در ایالات جنوبی ایالات متحده آمریکا نیز همچون جنوب فلوریدا به دلیل آب‌وهوای حاره‌ای و نیمه‌حاره‌ای کشت می‌شود. در برزیل، کاستاریکا، کوبا، گواتمالا، مکزیک، نیکاراگوئه و پورتوریکو نیز این درخت پرورش داده می‌شود.

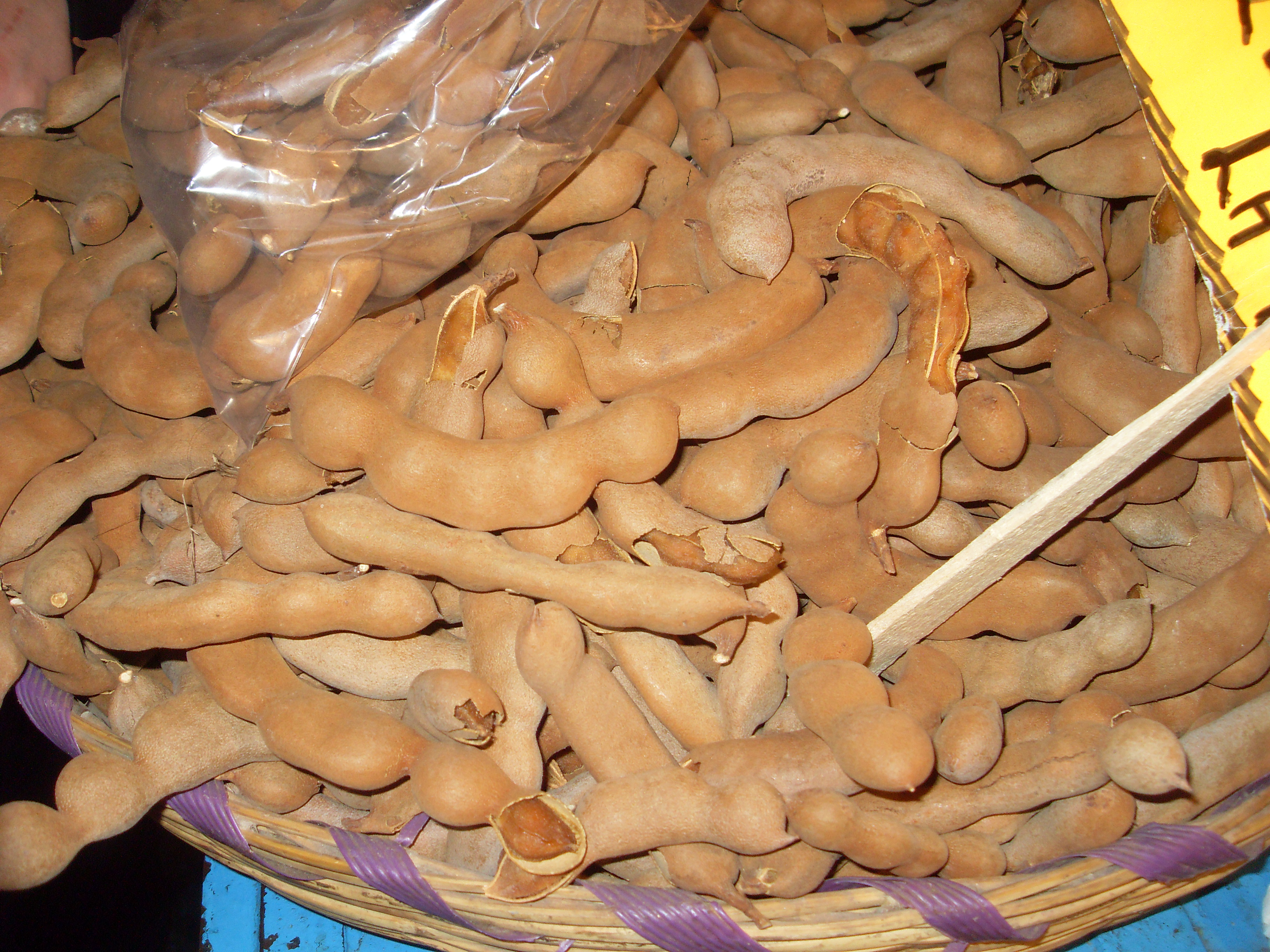
تمر هندی در یکی از بازارهای مکزیک.

## مصارف

### مصارف خوراکی
میوهٔ کال تمر هندی دارای گوشتی سبز و بسیار ترش است که اغلب به عنوان چاشنی و برای ترش کردن غذا استفاده می‌شود.
تمر هندی رسیده که شیرین‌تر می‌باشد در بسیاری از مناطق به عنوان میوه مصرف می‌شود. تمر هندی همچنین برای تهیهٔ دسر، مربا، شربت، بستنی، آب‌میوه و نوشیدنی مورد استفاده قرار می‌گیرد. برای تهیهٔ بسیاری از سسها نیز از تمر هندی استفاده می‌شود.
در تهیه خورشت های سنتی مانند قلیه ماهی، مرغ ترش و انواع دیگر خورشت های محلی، از تمر هندی به عنوان طعم دهنده استفاده میشود.
در هند، نه تنها میوه، بلکه گل و برگ‌های تمر هندی برای پخت غذا مورد استفاده قرار می‌گیرند.

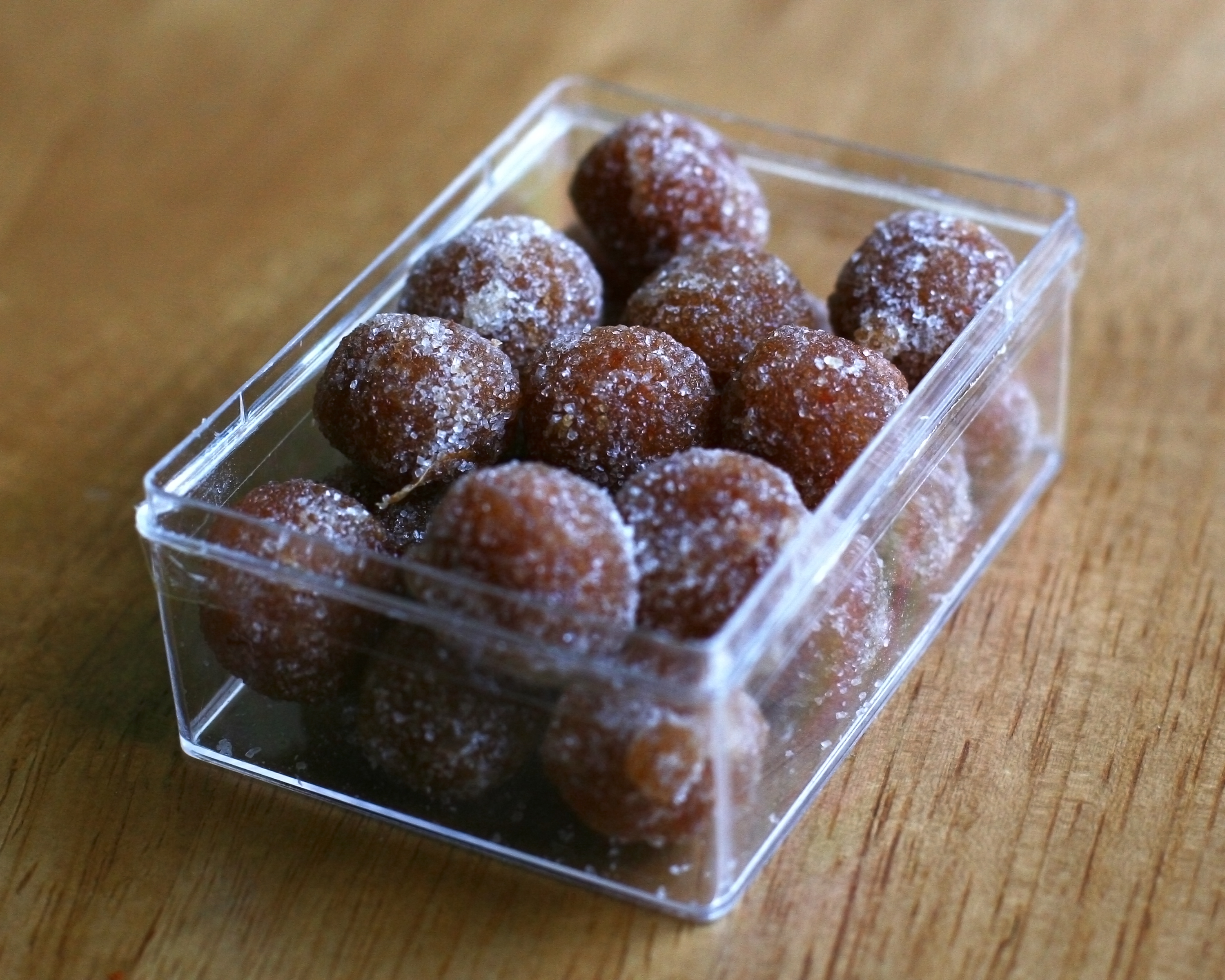
آب‌نبات تمر هندی.

در مکزیک، از تمر هندی برای تهیهٔ خوراکی‌های متنوعی به صورت نمک‌زده، خشک‌شده، فلفل‌زده، آب‌نبات و غیره استفاده می‌شود.
مصریان نیز از این میوه برای تهیهٔ نوشیدنی خنک و ترشی استفاده می‌کنند که در تابستان بسیار مصرف می‌شود.

### مصارف دارویی
این میوه به‌عنوان مسهل طبیعی مورد استفاده قرار می‌گیرد. تمر هندی همچنین در برخی مناطق آسیای شرقی و آفریقا به منظور درمان گلودرد، اختلالات گوارشی، درد بدن و تمیزکنندهٔ صورت مصرف می‌شود.